# Orazio Fortunato
Monsignor Orazio Antonio Fortunato (Sant'Arcangelo, 18 gennaio 1634 – Nardò, 23 marzo 1707) è stato un vescovo cattolico italiano.

## Biografia
Il suo atto di nascita presente nell'archivio della Chiesa Madre recita: «Die 21 gennaio 1634. Horatio Antonio figlio del Dottor Francesco Fortunato et Anna de Barberis coniugi è stato battezzato da Don Arcangelo Darino al fonte lo levarono Andrea Fortunato e Lucrezia Siderio nacque al dì 18 del mese.»
Monsignor Orazio Fortunato studiò e fu  ordinato sacerdote dei Frati Minori Osservanti nell'Abbazia di Santa Maria d'Orsoleo a Sant'Arcangelo, nella cui chiesa, al lato superiore dell'altare maggiore vi era nella cornice circolare, una iscrizione della visita fatta tre anni dopo la sua elezione a vescovo di San Severo. L'iscrizione ricorda ai posteri anche la solenne cerimonia di consacrazione il 28 maggio 1673. Di questa iscrizione resta visibile, per il momento, segnato dai numeri romani, soltanto l'anno 1673. Monsignor Fortunato, prima di essere designato vescovo, aveva svolto la funzione di vicario generale del cardinale Paluzzo Paluzzi Altieri degli Albertoni a Montefiascone. Il cardinale Altieri era nipote di Emilio Altieri, che divenne papa il 29 aprile 1670 con il nome di Clemente X.  Orazio Fortunato divenne vescovo di San Severo il 6 ottobre 1670 e qui nel 1676 fece restaurare la chiesa parrocchiale di Santa Maria distrutta dal terremoto del 1627.
Nel 1677 divenne vescovo di Nardò, ove morì trent'anni dopo in considerazione di santità. Al centro del soffitto della chiesa di San Giovanni Battista a Nardò è raffigurato il suo stemma; un altro stemma è raffigurato nel convento di San Rocco a Sant'Arcangelo il quale viene blasonato dal Crollalanza. La descrizione del Crollalanza è errata sia nell'esposizione araldica degli smalti e sia per il luogo d'origine, poiché la famiglia viene indicata come originaria di Sant'Arcangelo di Romagna. Al contrario le notizie riportate da Ferdinando Ughelli nella sua opera Italia sacra sono esatte e dettagliate: «Horatius Fortunatus a Sant'Arcangelo creatus Episcopus S. Severi anno Domini 1670 a Clemente X. Postea 1677 ab Innoc. XI ad Neritam Eccl.am translatus fuit. Fuit p.mum Vicarius Generalis Palutio Cardinalis de Alteriis in Diocesis Montis Fiasconis. Hic pauperum bono consuluit Sedes et X Kalendis Aprilis 1707 in Sanctimonie dote obiit.»

## Successione apostolica
La successione apostolica è:
- Vescovo Nicola Cirillo (1692)